# Сент-Омер
Сент-Оме́р (фр. Saint-Omer, пикард. Saint-Onmé, Saint-Omé, нидерл. Sint-Omaars) — город во Франции, регион О-де-Франс, департамент Па-де-Кале, центр одноименного округа и кантона. Расположен в 63 км к западу от Лилля и в 38 км к юго-востоку от Кале, в 6 км от автомагистрали А26 «Англия», на берегу реки А. На правом берегу реки А находится железнодорожная станция Сент-Омер линии Лилль-Кале.
Население (2018) — 14 726 человека.

## История
Сент-Омер был значительным центром раннего Средневековья. Он развивался вокруг аббатства Сен-Бертен, основанного в VII веке святым Аудомаром (Омером). Пипин Короткий, сместив с престола последнего из Меровингов, Хильдерика III, отправил его доживать свой век в Сент-Омере. В X веке город был укреплён графами Фландрии и разделял судьбы Фландрии до 1677 года, когда Людовик XIV отторг его от Испанских Нидерландов и присоединил к Франции (по Нимвегенскому договору).
В центре Сент-Омера хорошо сохранилась застройка XVII и XVIII веков. В одном из особняков помещается музей керамики Сандлена. Из более ранних памятников уцелел бывший собор, ныне базилика Нотр-Дам; он возводился с XIII по XV века в готическом стиле. В центре города установлен памятник отважной Жаклин Робен, которая доставляла горожанам провизию в 1711 году, когда Сент-Омер осаждали герцог Мальборо и Евгений Савойский.
Монахи Сен-Бертенской обители в т. н. Бертинских анналах сохранили первое датированное упоминание о руси — народе, чьи представители посетили императорский двор в 839 году. Около 1121 года учёный монах Сен-Бертенского аббатства Ламберт из Сент-Омера составил «Цветистую книгу» (лат. Liber Floridus) — универсальную энциклопедию, помимо богословских, естественнонаучных и географических знаний, заключающие в себе хронику по истории Фландрии.

## Достопримечательности
- Кафедральный собор Нотр-Дам XIII—XIV века с колоссальной статуей Христа и кенотафом Святого Омера, в честь которого назван город
- Готическая церковь Святого Дионисия XIII века
- Церковь Гроба Господня XIV века
- Остатки крепостных стен и укреплений Вобана, снесенных в конце XIX века
- Руины аббатства Сен-Бертен
- Здание мэрии, в котором также располагается художественная галерея и театр
- Отель Кольбер, в настоящее время занятый археологическим музеем
- Основанный иезуитами Английский колледж, ныне часть Лицея Александра Рибо

## Экономика
Сент-Омер — крупный промышленный центр регионального значения. В городе работают несколько предприятий пищевой и текстильной промышленности, в том числе пивоварня, где производится фирменное пиво «Сент-Омер».
Структура занятости населения:
- сельское хозяйство — 1,1 %
- промышленность — 7,2 %
- строительство — 5,4 %
- торговля, транспорт и сфера услуг — 39,9 %
- государственные и муниципальные службы — 46,4 %

Уровень безработицы (2017) — 27,7 % (Франция в целом — 13,4 %, департамент Па-де-Кале — 17,2 %). 

Среднегодовой доход на 1 человека, евро (2018) — 16 730 (Франция в целом — 21 730, департамент Па-де-Кале — 19 200).

## Демография
Динамика численности населения, чел.

## Администрация
Пост мэра Сент-Омера с 2014 года возглавляет член партии Союз демократов и независимых Франсуа Декостер (François Decoster), вице-президент Совета региона О-де-Франс.. На муниципальных выборах 2020 года возглавляемый им центристский список победил в 1-м туре, получив 65,77 % голосов.
| Период | Период | Фамилия          | Партия                                                        | Примечания |
| ------ | ------ | ---------------- | ------------------------------------------------------------- | --- |
| 1965   | 1977   | Раймон Сенеллар  | Разные правые                                                 | нотариус |
| 1977   | 1983   | Жан Сент-Андре   | Социалистическая партия                                       | фармацевт, член Генерального совета департамента, член Совета региона Нор-Па-де-Кале                                           |
| 1983   | 2008   | Жан-Жак Дельво   | Объединение в поддержку Республики, Союз за народное движение | профессор экономики, член Генерального совета департамента, член Совета региона Нор-Па-де-Кале, депутат Национального собрания |
| 2008   | 2014   | Брюно Манье      | Социалистическая партия                                       | работник лицея, член Совета региона Нор-Па-де-Кале                                                                             |
| 2014   |        | Франсуа Декостер | Союз демократов и независимых                                 | руководитель предприятия, член Совета региона О-де-Франс                                                                       |

## Знаменитые уроженцы
- Жозеф Каванту (1795—1877) — французский химик и фармацевт, один из основателей химии алкалоидов.
- Жозеф Лиувилль (1809—1882) — французский математик
- Альфонс де Невиль (1836—1885) — французский художник-баталист
- Александр Рибо (1842—1923) — французский политик и государственный деятель, неоднократно возглавлял кабинет министров Франции
- Лазар-Ипполит Карно (1801—1888) — французский политический деятель, брат знаменитого ученого, основателя термодинамики Сади Карно и отец будущего президента, также Сади Карно (назван в честь дяди)
- Фредерик Лодеон (1952) — французский виолончелист, дирижёр и радиоведущий
- Франсуа Шифляр (1825—1901) — французский художник и гравёр.

## Города-побратимы
- Ипр, Бельгия
- Дил, Великобритания
- Детмольд, Германия
- Жагань, Польша

## Галерея

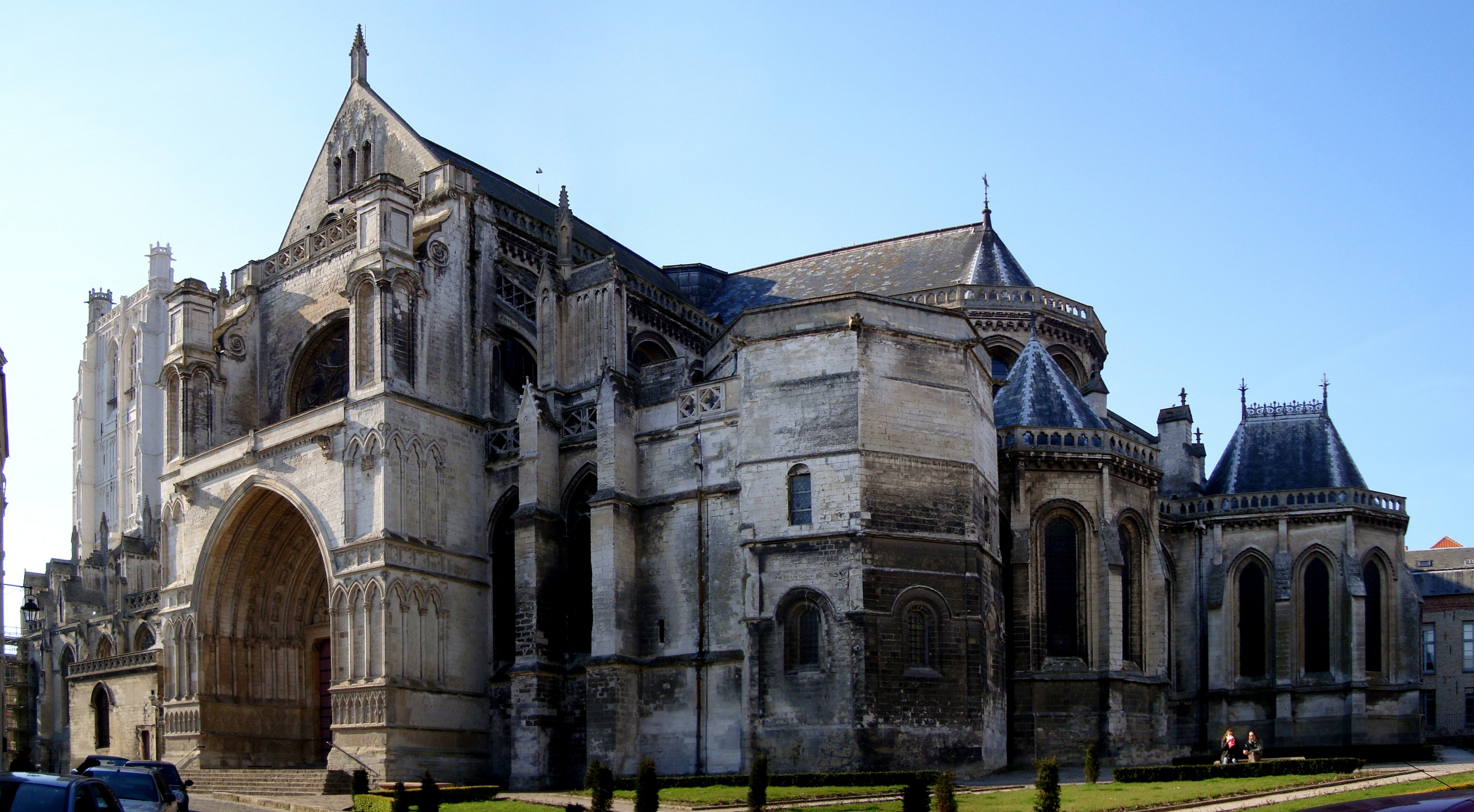
Кафедральный собор Нотр-Дам
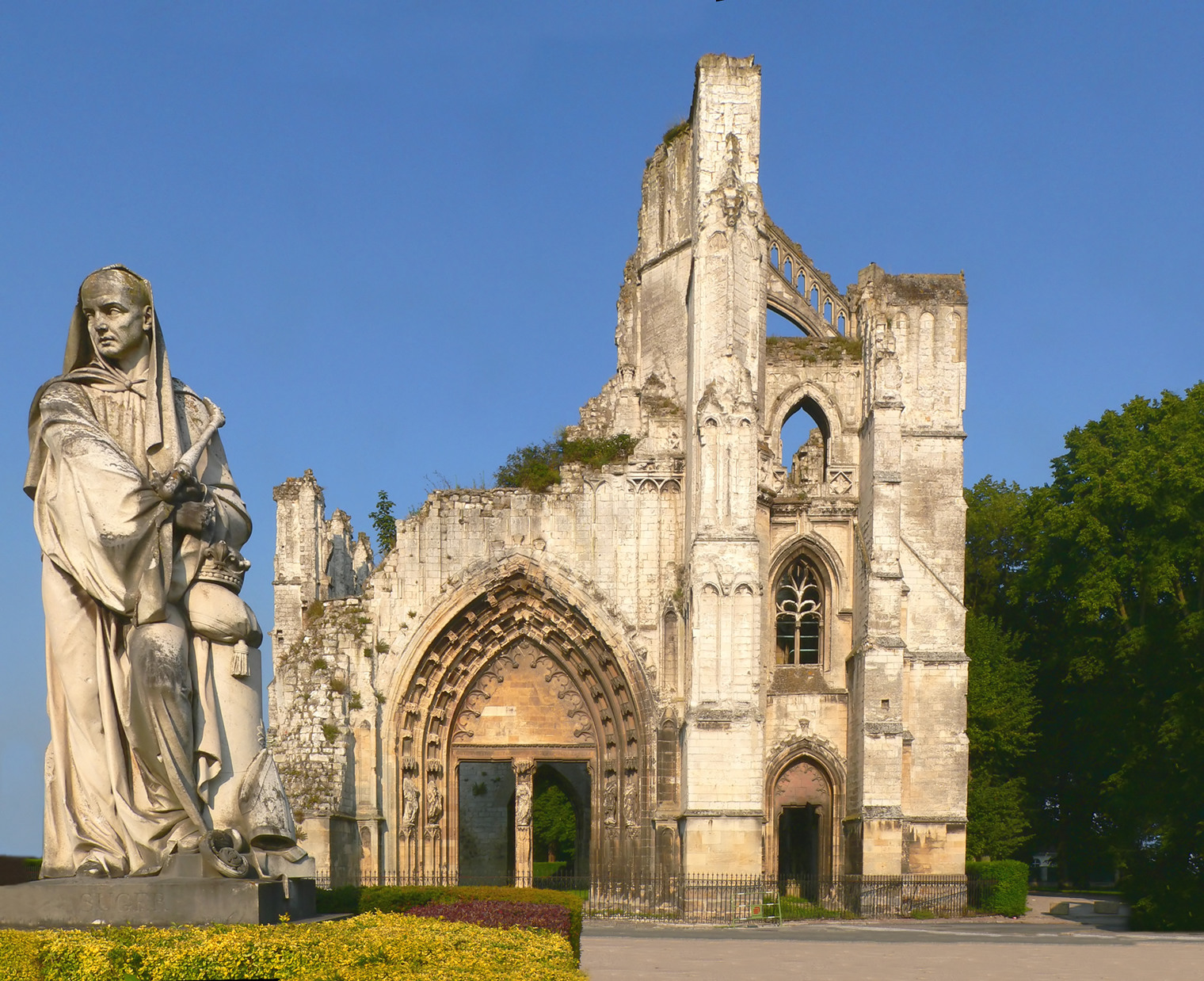
Руины аббатства Сен-Бертен со статуей аббата Сугерия
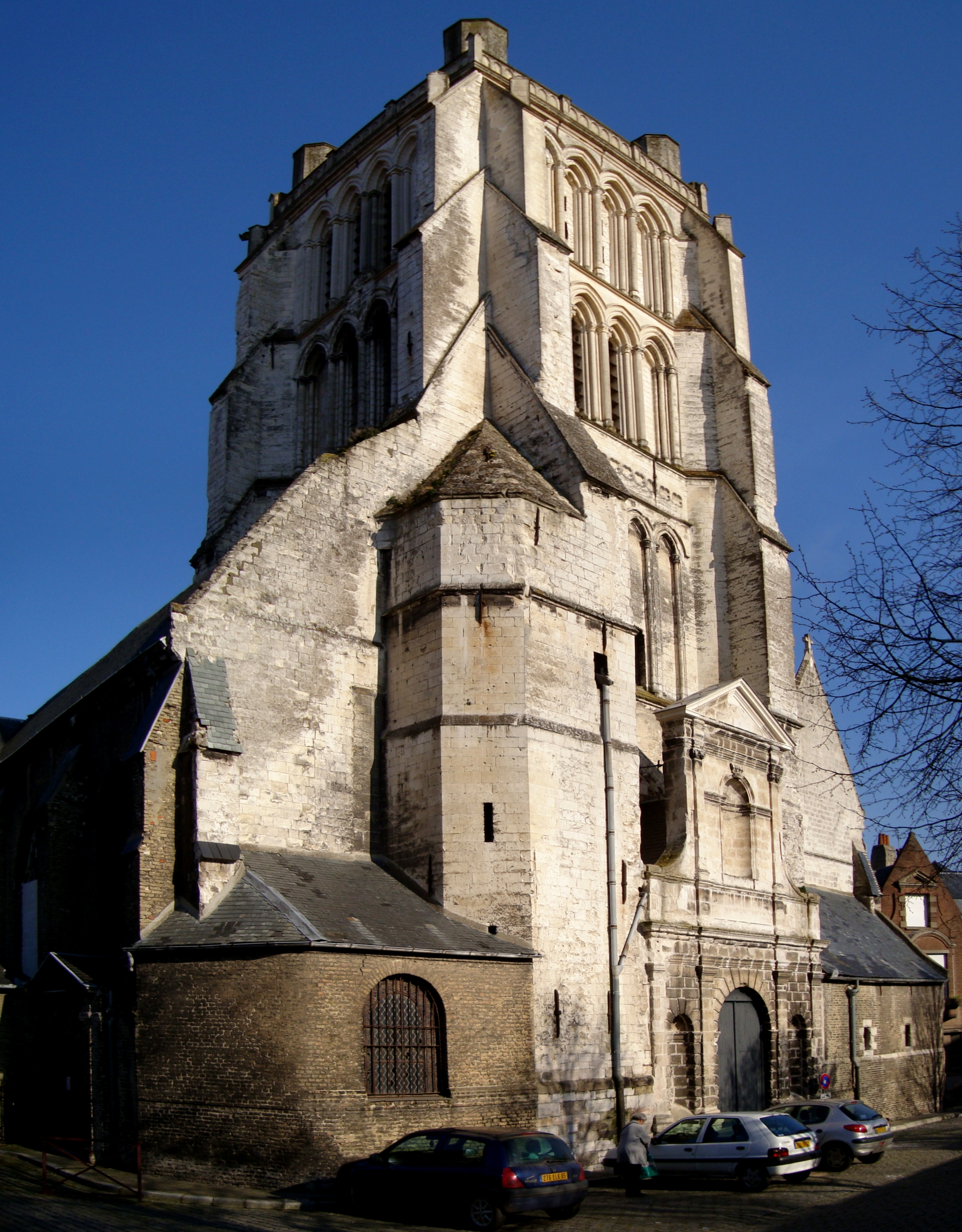
Церковь Сен-Дени (св. Дионисия)
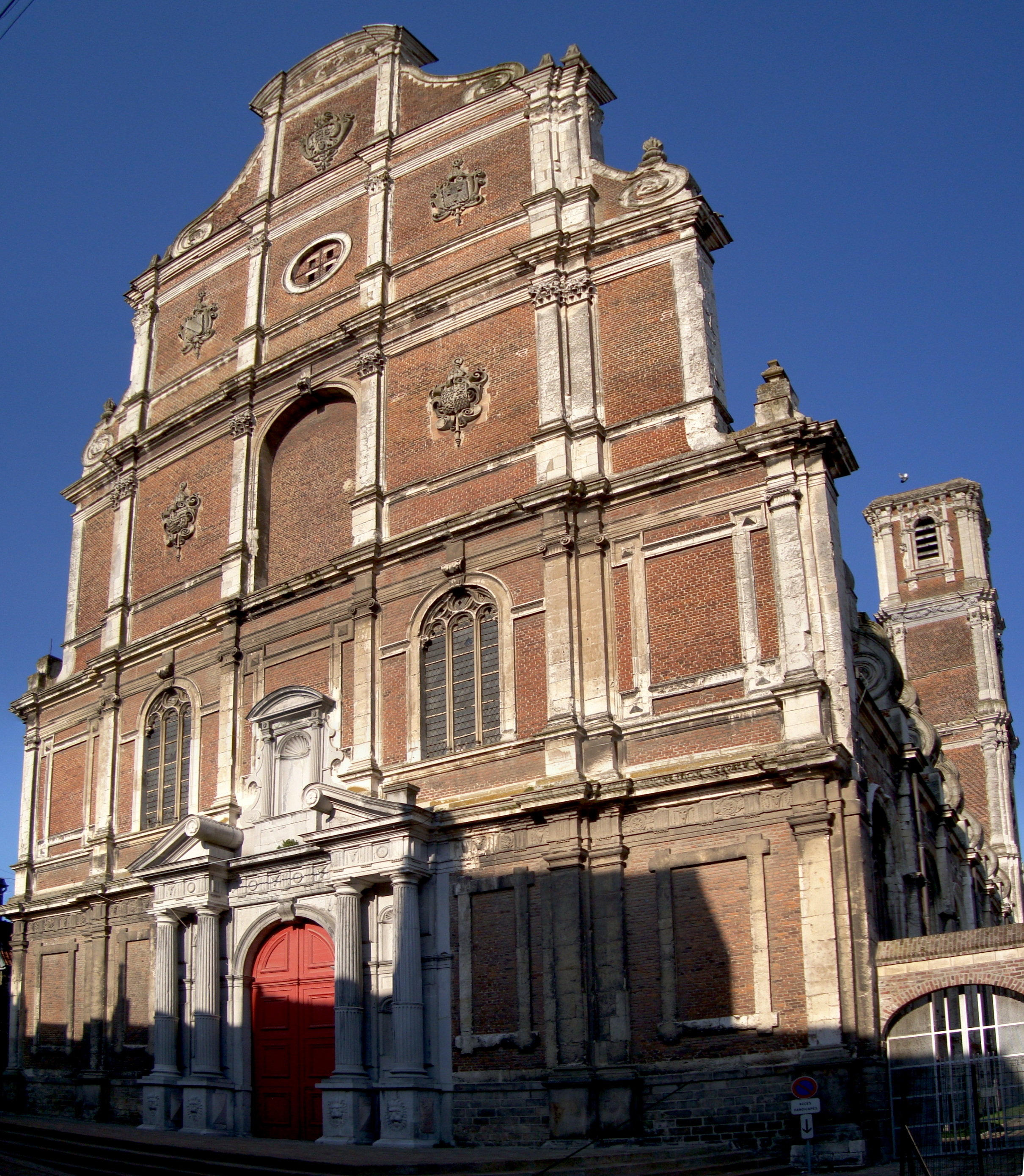
Фасад бывшего колледжа иезуитов
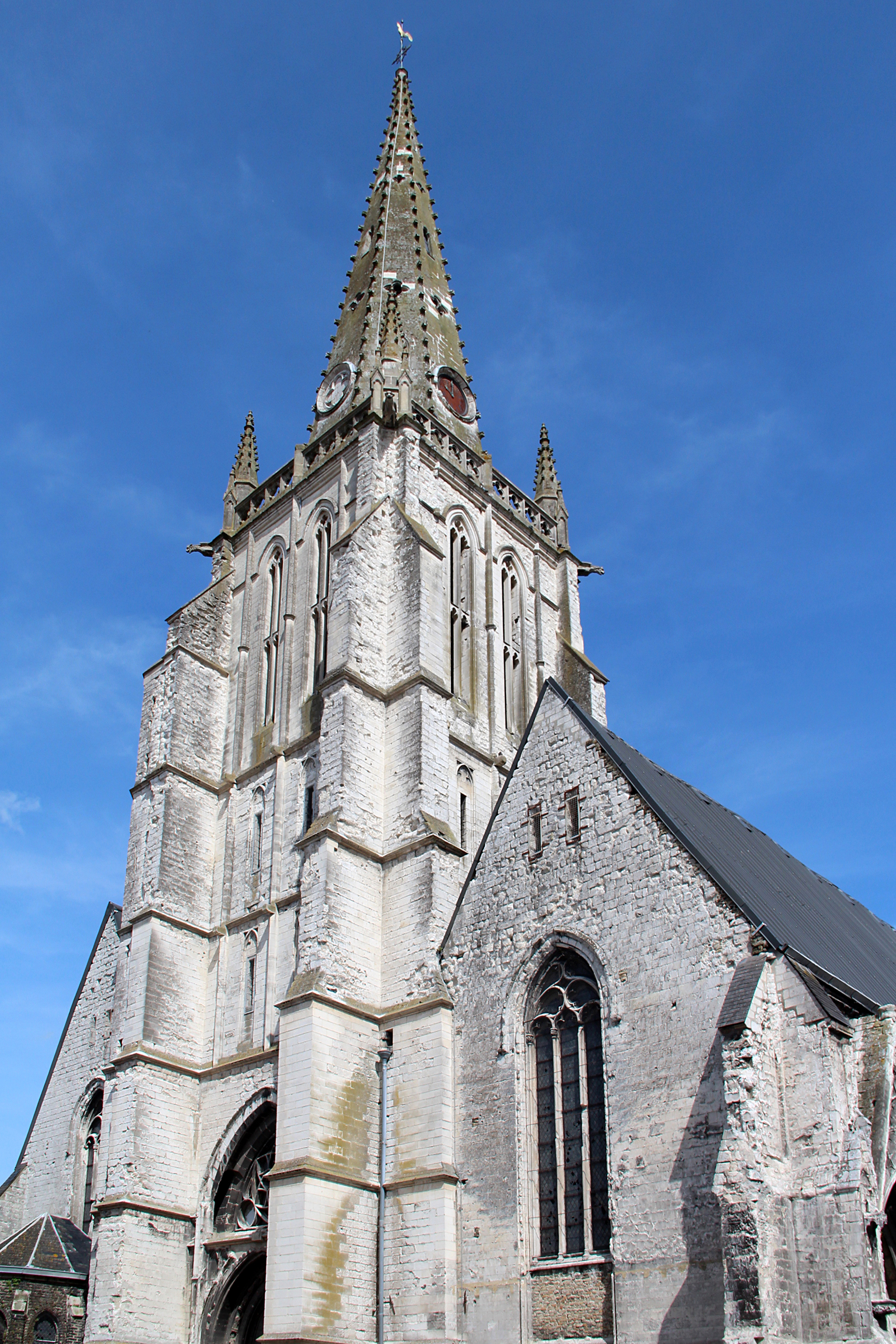
Церковь Гроба Господня
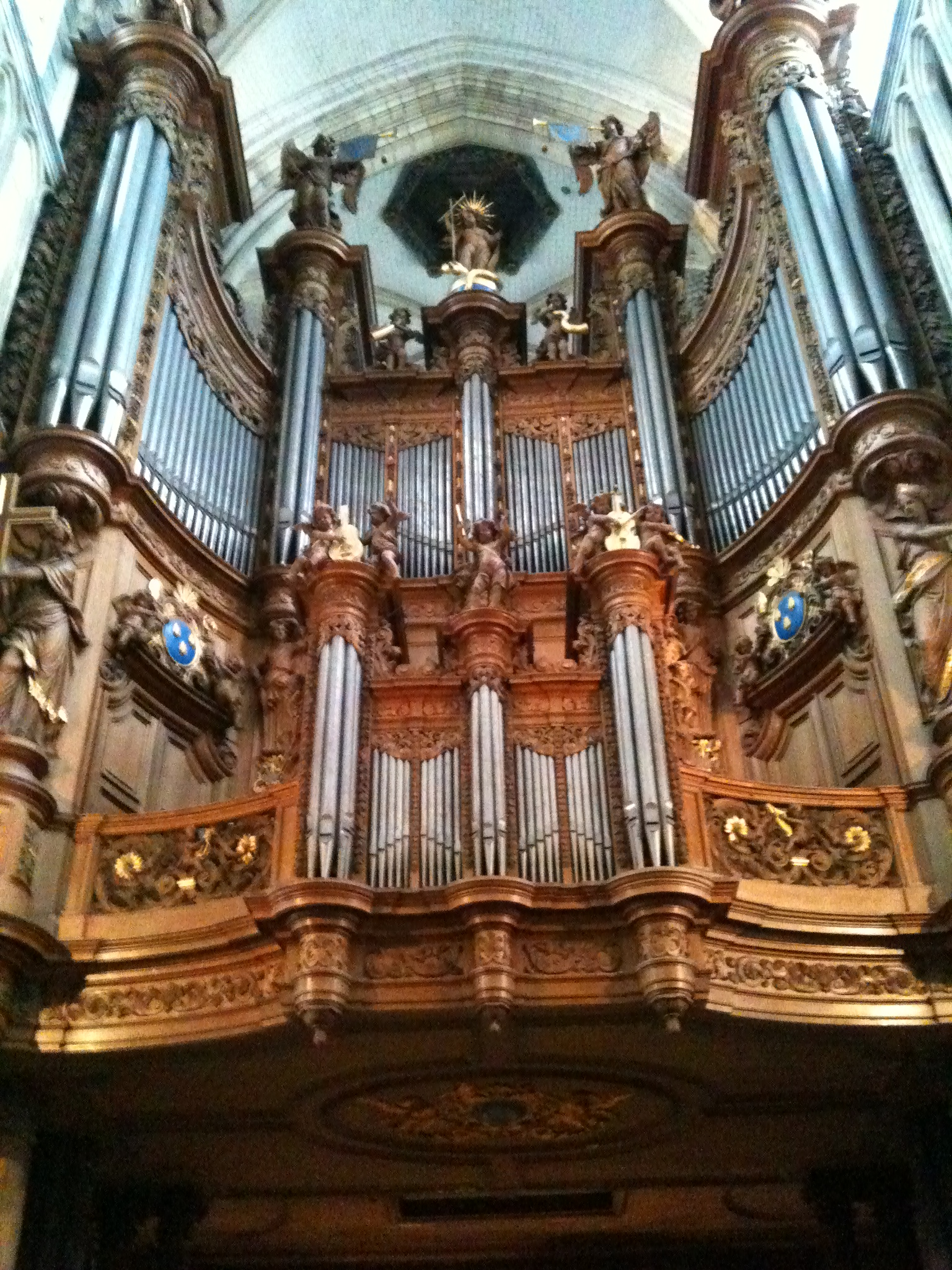
Барочный орган XVIII века из кафедрального собора
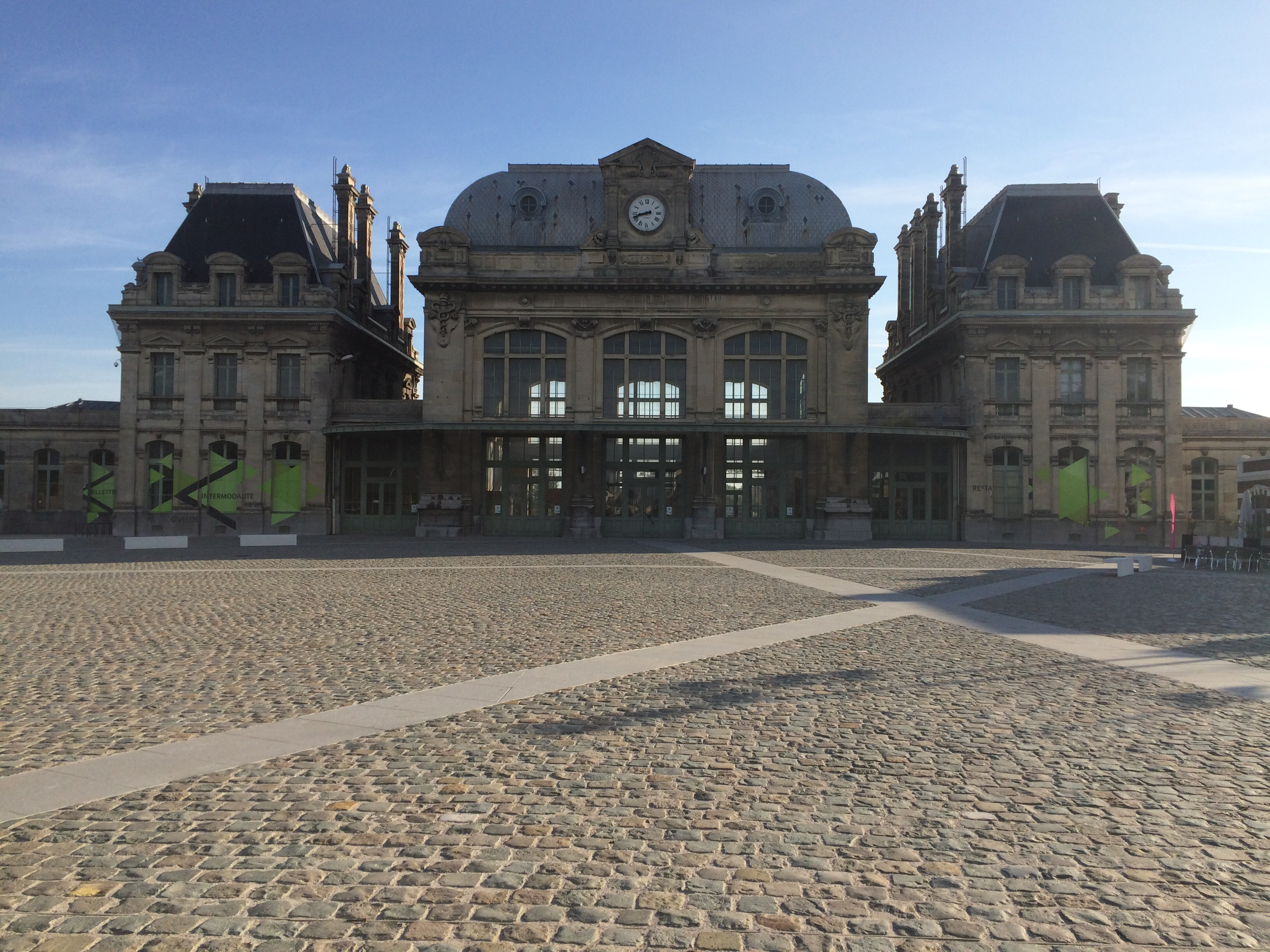
Железнодорожный вокзал
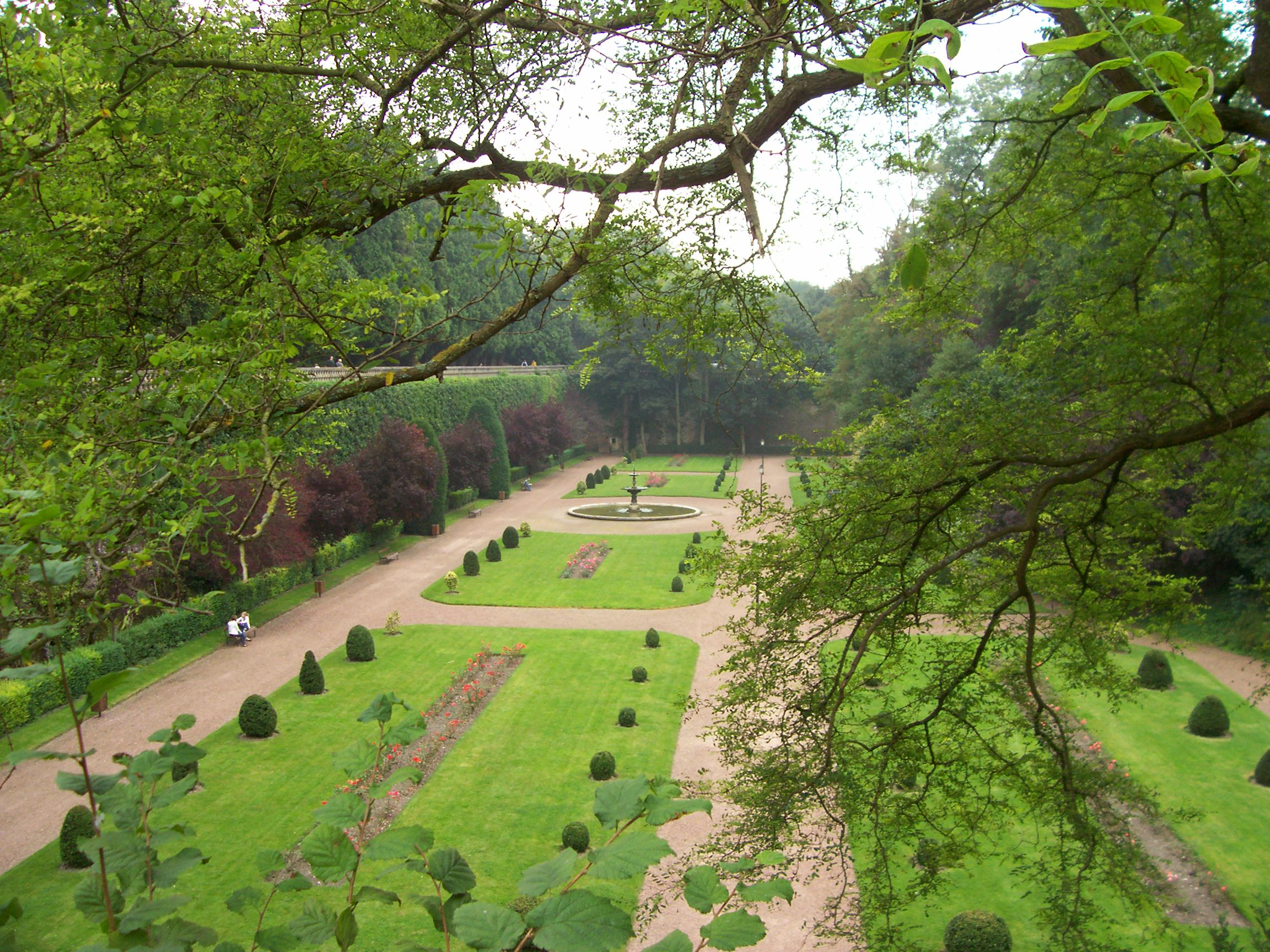
Парк на месте снесенных городских стен
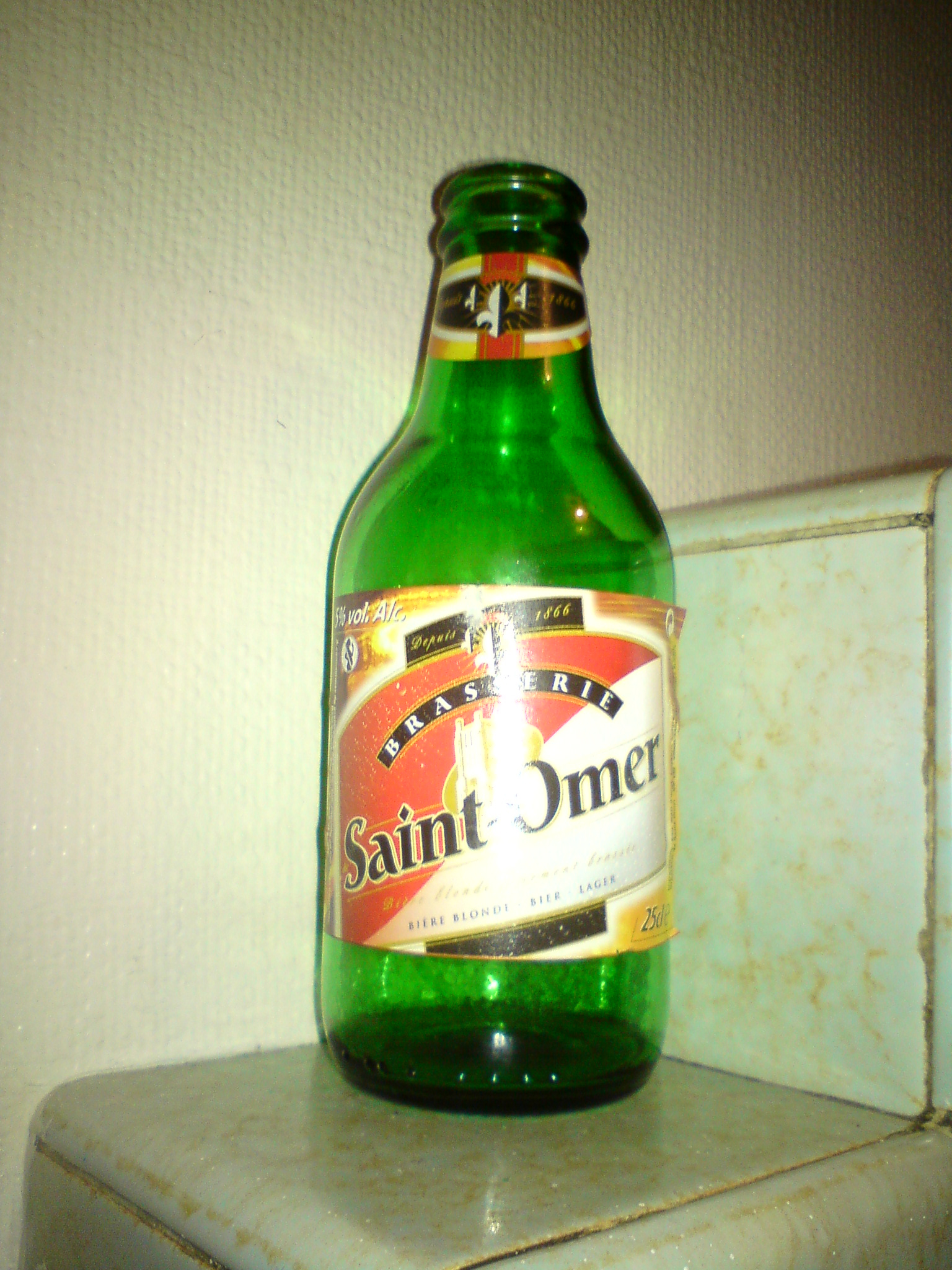
Бутылка пива Сент-Омер